# Општина Тијангистенко (Мексико)
Тијангистенко (шп. Tianguistenco) општина је у Мексику у савезној држави Мексико. Општина се налази на надморској висини од 2622 м.

## Становништво
Према подацима из 2010. у општини је живело 70682 становника.

### Хронологија
| Година       | 2000                  | 2005                  | 2010                  |
| ------------ | --------------------- | --------------------- | --------------------- |
| Становништво | 58381 (28512 / 29869) | 64365 (31191 / 33174) | 70682 (34277 / 36405) |

### Попис
| \| \| м \| \| \| ж \| \| 0—2 \| 2.158 \| \| \| 2.183 \| \| 3—5 \| 2.266 \| \| \| 2.275 \| \| 6—11 \| 4.742 \| \| \| 4.531 \| \| 12—14 \| 2.178 \| \| \| 2.092 \| \| 15—17 \| 2.095 \| \| \| 2.136 \| \| 18—24 \| 4.531 \| \| \| 4.819 \| \| 60+ \| 2.399 \| \| \| 2.780 \| \| Просек : \| 27,3 \| \| \| 28,4 \| |       |  |  |       |
| |       |  |  |       |
| | м     |  |  | ж     |
| 0—2 | 2.158 |  |  | 2.183 |
| 3—5 | 2.266 |  |  | 2.275 |
| 6—11 | 4.742 |  |  | 4.531 |
| 12—14 | 2.178 |  |  | 2.092 |
| 15—17 | 2.095 |  |  | 2.136 |
| 18—24 | 4.531 |  |  | 4.819 |
| 60+ | 2.399 |  |  | 2.780 |
| Просек : | 27,3  |  |  | 28,4  |

| #   | Индикатор                                                                                        | Вредност |
| --- | ------------------------------------------------------------------------------------------------ | -------- |
| 1   | Становништво од 0 до 2 године                                                                    | 4341     |
| 2   | Мушко становништво од 0 до 2 године                                                              | 2158     |
| 3   | Женско становништво од 0 до 2 године                                                             | 2183     |
| 4   | Становништво са 3 и више година                                                                  | 66112    |
| 5   | Мушко становништво са 3 и више година                                                            | 32002    |
| 6   | Женско становништво са 3 и више година                                                           | 34110    |
| 7   | Становништво са 5 и више година                                                                  | 63099    |
| 8   | Мушко становништво са 5 и више година                                                            | 30482    |
| 9   | Женско становништво са 5 и више година                                                           | 32617    |
| 10  | Становништво са 12 и више година                                                                 | 52298    |
| 11  | Мушко становништво са 12 и више година                                                           | 24994    |
| 12  | Женско становништво са 12 и више година                                                          | 27304    |
| 13  | Становништво са 15 и више година                                                                 | 48028    |
| 14  | Мушко становништво са 15 и више година                                                           | 22816    |
| 15  | Женско становништво са 15 и више година                                                          | 25212    |
| 16  | Становништво са 18 и више година                                                                 | 43797    |
| 17  | Мушко становништво са 18 и више година                                                           | 20721    |
| 18  | Женско становништво са 18 и више година                                                          | 23076    |
| 19  | Становништво од 3 до 5 година                                                                    | 4541     |
| 20  | Мушко становништво од 3 до 5 година                                                              | 2266     |
| 21  | Женско становништво од 3 до 5 година                                                             | 2275     |
| 22  | Становништво од 6 до 11 година                                                                   | 9273     |
| 23  | Мушко становништво од 6 до 11 година                                                             | 4742     |
| 24  | Женско становништво од 6 до 11 година                                                            | 4531     |
| 25  | Становништво од 8 до 14 година                                                                   | 10467    |
| 26  | Мушко становништво од 8 до 14 година                                                             | 5381     |
| 27  | Женско становништво од 8 до 14 година                                                            | 5086     |
| 28  | Становништво од 12 до 14 година                                                                  | 4270     |
| 29  | Мушко становништво од 12 до 14 година                                                            | 2178     |
| 30  | Женско становништво од 12 до 14 година                                                           | 2092     |
| 31  | Становништво од 15 до 17 година                                                                  | 4231     |
| 32  | Мушко становништво од 15 до 17 година                                                            | 2095     |
| 33  | Женско становништво од 15 до 17 година                                                           | 2136     |
| 34  | Становништво од 18 до 24 године                                                                  | 9350     |
| 35  | Мушко становништво од 18 до 24 године                                                            | 4531     |
| 36  | Женско становништво од 18 до 24 године                                                           | 4819     |
| 37  | Женско становништво од 15 до 49 година                                                           | 19907    |
| 38  | Становништво са 60 и више година                                                                 | 5179     |
| 39  | Мушко становништво са 60 и више година                                                           | 2399     |
| 40  | Женско становништво са 60 и више година                                                          | 2780     |
| 41  | Однос између мушкараца и жена                                                                    | 94.15    |
| 42  | Становништво од нуле до 14 година                                                                | 22425    |
| 43  | Становништво од 15 до 64 године                                                                  | 44375    |
| 44  | Становништво од 65 година и више                                                                 | 3653     |
| 45  | Просечан број деце                                                                               | 2.36     |
| 46  | Становништво рођено у ентитету                                                                   | 64077    |
| 47  | Мушко становништво рођено у ентитету                                                             | 31253    |
| 48  | Женско становништво рођено у ентитету                                                            | 32824    |
| 49  | Становништво рођено у другом ентитету                                                            | 6172     |
| 50  | Мушко становништво рођено у другом ентитету                                                      | 2805     |
| 51  | Женско становништво рођено у другом ентитету                                                     | 3367     |
| 52  | Становништво од 5 година и више резидентно у ентитету у јуну 2005. године                        | 61330    |
| 53  | Мушко становништво старосног доба од 5 година и више, резидентно у ентитету у јуну 2005. године  | 29571    |
| 54  | Женско становништво старосног доба од 5 и више година, резидентно у ентитету у јуну 2005. године | 31759    |
| 55  | Становништво од 5 година и више које је живело у другом ентитету у јуну 2005. године             | 1286     |
| 56  | Мушко становништво старије од 5 година које је живело у другом ентитету у јуну 2005. године      | 628      |
| 57  | Женско становништво старије од 5 година које је живело у другом ентитету у јуну 2005. године     | 658      |
| 58  | Становништво од 3 године и више које говори аутохтони језик                                      | 737      |
| 59  | Мушко становништво старо 3 године и више које говори аутохтони језик                             | 372      |
| 60  | Женско становништво старо 3 године и више које говори аутохтони језик                            | 365      |
| 61  | Становништво од 3 године и више које говори аутохтони језик и не говори шпански језик            | 4        |
| 62  | Мушко становништво старо 3 године и више које говори аутохтони језик и не говори шпански         | 1        |
| 63  | Женско становништво старо 3 године и више које говори аутохтони језик и не говори шпански језик  | 3        |
| 64  | Становништво старо 3 године и више које говори аутохтони језик и шпански                         | 625      |
| 65  | Мушко становништво старо 3 године и више које говори аутохтони језик и шпански                   | 320      |
| 66  | Женско становништво старо 3 године и више које говори аутохтони језик и шпански                  | 305      |
| 67  | Становништво од 5 година и више које говори аутохтони језик                                      | 731      |
| 68  | Становништво од 5 година и више које говори аутохтони језик и не говори шпански језик            | 4        |
| 69  | Становништво од 5 година и више које говори аутохтони језик и говори шпански језик               | 623      |
| 70  | Становништво у домородачким домаћинствима                                                        | 2007     |
| 71  | Становништво са ограничењима у активностима                                                      | 2328     |
| 72  | Становништво са ограниченим ходањем или кретањем, горе или доле                                  | 1159     |
| 73  | Становници са ограничењима вида, чак и уз кориштење сочива                                       | 706      |
| 74  | Становништво са ограничењима говора, комуникације или конверзације                               | 234      |
| 75  | Становништво са ограниченим слухом                                                               | 313      |
| 76  | Становништво са ограничењима при одевању, купању или јелу                                        | 137      |
| 77  | Становништво са ограничењима у опажању или учењу једноставних ствари                             | 141      |
| 78  | Становништво са менталним ограничењима                                                           | 212      |
| 79  | Становништво без ограничења активности                                                           | 67919    |
| 80  | Становништво од 3 до 5 година које не похађа школу                                               | 2182     |
| 81  | Мушко становништво од 3 до 5 година које не похађа школу                                         | 1122     |
| 82  | Женско становништво од 3 до 5 година које не похађа школу                                        | 1060     |
| 83  | Становништво од 6 до 11 година које не похађа школу                                              | 198      |
| 84  | Мушко становништво од 6 до 11 година које не похађа школу                                        | 104      |
| 85  | Женско становништво од 6 до 11 година које не похађа школу                                       | 94       |
| 86  | Становништво од 12 до 14 година које не похађа школу                                             | 225      |
| 87  | Мушко становништво од 12 до 14 година које не похађа школу                                       | 120      |
| 88  | Женско становништво од 12 до 14 година које не похађа школу                                      | 105      |
| 89  | Становништво од 15 до 17 година похађа школу                                                     | 2912     |
| 90  | Мушко становништво од 15 до 17 година похађа школу                                               | 1432     |
| 91  | Женско становништво између 15 и 17 година живота у школи                                         | 1480     |
| 92  | Становништво од 18 до 24 године похађа школу                                                     | 2401     |
| 93  | Мушко становништво од 18 до 24 године похађа школу                                               | 1202     |
| 94  | Женско становништво од 18 до 24 године похађа школу                                              | 1199     |
| 95  | Становништво од 8 до 14 година које не може да чита и пише                                       | 193      |
| 96  | Мушко становништво старосног доба од 8 до 14 година које не може да чита и пише                  | 119      |
| 97  | Женско становништво старосног доби од 8 до 14 година које не може да чита и пише                 | 74       |
| 98  | Становништво од 15 година и више које је неписмено                                               | 2335     |
| 99  | Мушко становништво од 15 година и више које је неписмено                                         | 722      |
| 100 | Женско становништво од 15 година и више које је неписмено                                        | 1613     |
| 101 | Становништво старо 15 и више година без школовања                                                | 2149     |
| 102 | Мушко становништво старо 15 и више година без школовања                                          | 770      |
| 103 | Женско становништво старо 15 и више година без школовања                                         | 1379     |
| 104 | Становништво старосног доба 15 и више година са непотпуним основним образовањем                  | 5504     |
| 105 | Мушко становништво старосног доба од 15 година и више са непотпуном основним образовањем         | 2301     |
| 106 | Женско становништво старосног доба 15 и више година са непотпуном основним образовањем           | 3203     |
| 107 | Становништво старо 15 и више година са комплетним основним образовањем                           | 8376     |
| 108 | Мушко становништво старо 15 година и више са комплетним основним образовањем                     | 3640     |
| 109 | Женско становништво старо 15 и више година са комплетним основним образовањем                    | 4736     |
| 110 | Становништво старосног доба 15 и више година са непотпуним средњим образовањем                   | 2820     |
| 111 | Мушко становништво старосног доба од 15 година и више са непотпуним средњим образовањем          | 1547     |
| 112 | Женско становништво старосног доба од 15 година и више са непотпуним средњим образовањем         | 1273     |
| 113 | Становништво старо 15 и више година са пуним секундарном образовањем                             | 13906    |
| 114 | Мушко становништво старосног доба од 15 година и више са пуним секундарном образовањем           | 7125     |
| 115 | Женско становништво старосног доба од 15 година и више са пуним секундарном образовањем          | 6781     |
| 116 | Становништво старије од 18 година са постосновним образовањем                                    | 13628    |
| 117 | Мушко становништво старије од 18 година са постосновним образовањем                              | 6709     |
| 118 | Женско становништво старије од 18 година са постосновним образовањем                             | 6919     |
| 119 | Просечна оцена школовања                                                                         | 8.6      |
| 120 | Просечан ниво образовања мушке популације                                                        | 8.85     |
| 121 | Просечан ниво образовања женског становништва                                                    | 8.37     |
| 122 | Економски активно становништво                                                                   | 27761    |
| 123 | Економски активна мушка популација                                                               | 18628    |
| 124 | Економски активна женска популација                                                              | 9133     |
| 125 | Становништво које није економски активно                                                         | 24260    |
| 126 | Мушко становништво које није економски активно                                                   | 6220     |
| 127 | Женско становништво које није економски активно                                                  | 18040    |
| 128 | Запослено становништво                                                                           | 26569    |
| 129 | Запослено мушко становништво                                                                     | 17690    |
| 130 | Запослено женско становништво                                                                    | 8879     |
| 131 | Незапослена популација                                                                           | 1192     |
| 132 | Незапослена мушка популација                                                                     | 938      |
| 133 | Незапослена женска популација                                                                    | 254      |
| 134 | Становништво без права на здравствене услуге                                                     | 36648    |
| 135 | Становништво које има право на здравствене услуге                                                | 33735    |
| 136 | Становништво које има право на ИМСС                                                              | 11897    |
| 137 | Становништво које има право на социјално осигурање                                               | 1708     |
| 138 | Становништво које има право на државно социјално осигурање                                       | 2358     |
| 139 | Становништво које има право на опште осигурање или здравствено осигурање за нову генерацију      | 15700    |
| 140 | Становништво које је било једном или није било у браку током 12 година и више                    | 17743    |
| 141 | Венчано или уједињено становништво од 12 година и више                                           | 30052    |
| 142 | Становништво које је било у браку или уједињено 12 година и више                                 | 4416     |
| 143 | Становништво са католичком религијом                                                             | 66259    |
| 144 | Протестанти, еванђелисти и библијски следбеници различити од еванђелиста                         | 3016     |
| 145 | Становништво са другим религијама различитим од претходних                                       | 33       |
| 146 | Становништво без религије                                                                        | 742      |
| 147 | Укупно пописаних домаћинства                                                                     | 15477    |
| 148 | Пописна домаћинства на челу са мушкарцима                                                        | 12262    |
| 149 | Пописна домаћинства на челу са женама                                                            | 3215     |
| 150 | Становништво у пописним домаћинствима                                                            | 70462    |
| 151 | Становништво у пописним домаћинствима на челу са мушкарцима                                      | 57667    |
| 152 | Становништво у пописним домаћинствима на челу са женама                                          | 12795    |
| 153 | Укупно домаћинстава                                                                              | 18203    |
| 154 | Укупно насељених домаћинстава                                                                    | 15550    |
| 155 | Укупно приватних кућа                                                                            | 18130    |
| 156 | Насељени приватни домови                                                                         | 15477    |
| 157 | Укупно насељених приватних кућа                                                                  | 15550    |
| 158 | Ненасељене приватне куће                                                                         | 1236     |
| 159 | Појединачна домаћинства за привремену употребу                                                   | 1417     |
| 160 | Становници у насељеним приватним кућама                                                          | 70462    |
| 161 | Насељеност станара у приватним становима                                                         | 4.55     |
| 162 | Просечно становника по соби у приватним насељеним домаћинствима                                  | 1.21     |
| 163 | Појединачна домаћинства са подовима од различитих материјала од земље                            | 13980    |
| 164 | Појединачна домаћинства у приземљу                                                               | 1428     |
| 165 | Појединачна домаћинства са једном спаваћом собом                                                 | 5568     |
| 166 | Појединачна домаћинства са две спаваће собе и више                                               | 9858     |
| 167 | Појединачна домаћинства са једним собом                                                          | 1145     |
| 168 | Појединачна домаћинства са две собе                                                              | 2832     |
| 169 | Појединачна домаћинства са 3 собе и више                                                         | 11419    |
| 170 | Појединачна домаћинства која имају електрично светло                                             | 15233    |
| 171 | Појединачна домаћинства која немају електрично светло                                            | 174      |
| 172 | Појединачна домаћинства која имају водоводну воду у стамбеном простору                           | 14260    |
| 173 | Појединачна домаћинства која немају водоводну воду у стамбеном простору                          | 1149     |
| 174 | Појединачна домаћинства која имају тоалет                                                        | 14815    |
| 175 | Појединачна домаћинства која имају канализацију                                                  | 13924    |
| 176 | Појединачна домаћинства која немају канализацију                                                 | 1474     |
| 177 | Појединачна домаћинства која имају електрично светло, довод воде из јавне мреже и канализацију   | 13084    |
| 178 | Појединачна домаћинства без икаквих услова                                                       | 363      |
| 179 | Појединачна домаћинства која имају радио                                                         | 12941    |
| 180 | Појединачна домаћинства која имају телевизор                                                     | 14434    |
| 181 | Појединачна домаћинства која имају фрижидер                                                      | 8608     |
| 182 | Појединачна домаћинства која имају машину за веш                                                 | 7883     |
| 183 | Појединачна домаћинства која имају аутомобил или комби                                           | 5238     |
| 184 | Појединачна домаћинства која имају рачунар                                                       | 2782     |
| 185 | Појединачна домаћинства која имају фиксну телефонску линију                                      | 4693     |
| 186 | Појединачна домаћинства која имају мобилни телефон                                               | 7203     |
| 187 | Појединачна домаћинства која имају приступ интернету                                             | 1645     |